# Ансоніка

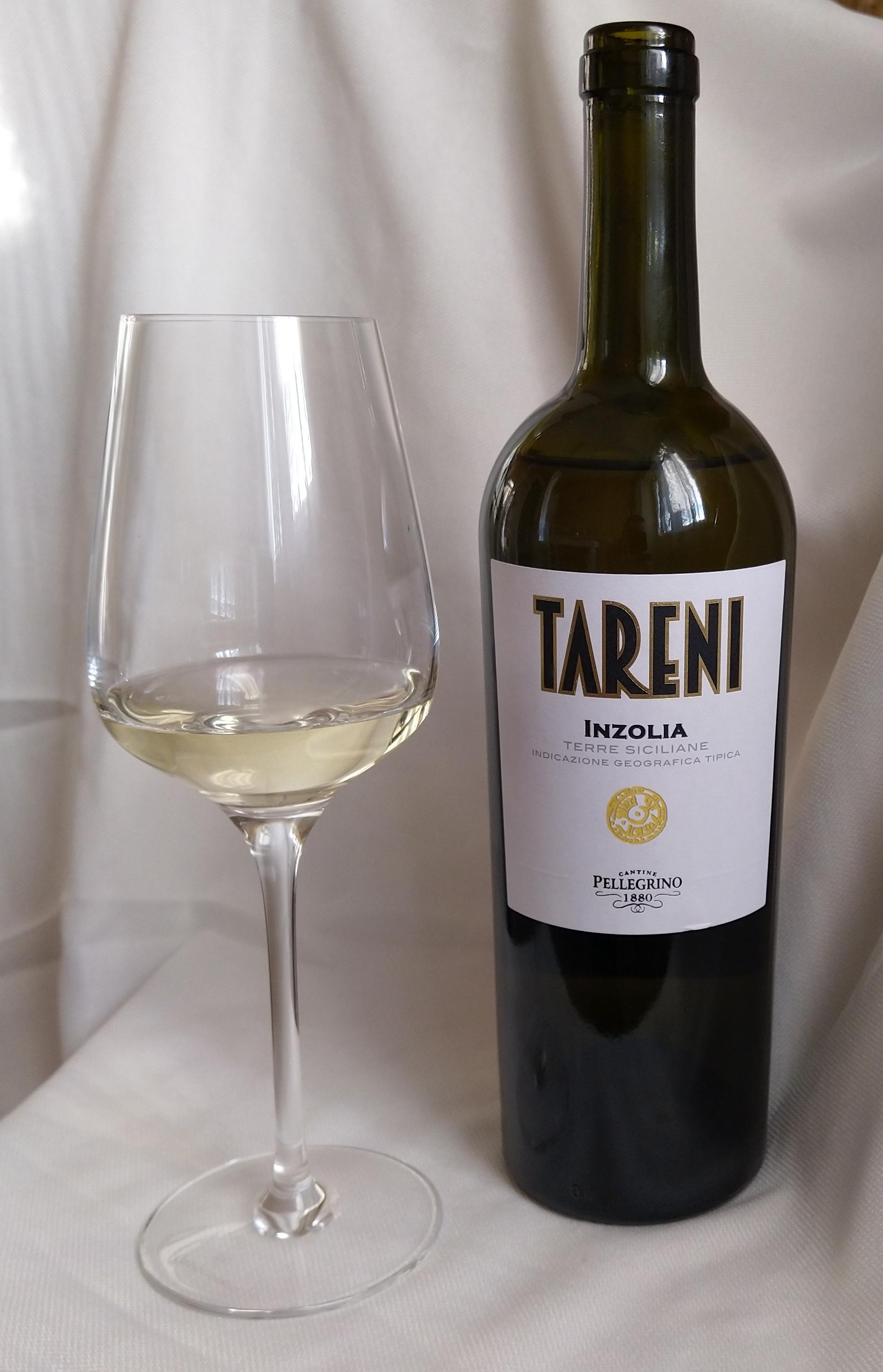
Моносортове сухе вино з винограду інзолія

Ансоніка («італ. Ansonica») або Інзолія («італ. Inzolia»)  — італійський технічний сорт білого винограду.

## Географія сорту
Сорт є автохтонним для Сицилії, найбільші площі виноградників знаходяться на цьому острові, особливо у Палермо та Агрідженто. Також у невеликій кількості вирощується у прибережній зоні Тоскани, особливо в області Маремма та на острові Джильйо.

## Історія
Сорт відомий з давніх часів. Перші письмові згадки датуються XVII сторіччям.

## Характеристики сорту
Аналіз ДНК показав, що Ансоніка споріднений до грецького сорту Родитіс. Головною рисою сорту є здатність зберігати високу кислотність навіть у спекотному кліматі.

## Характеристики вина
Зазвичай Інзолію разом з Грілло та Катарратто використовують для виготовлення кріпленого вина — марсали. Також виготовляються сухі купажні вина. Іноді з неї виготовляють моносортові сухі вина. Вина мають гарну структуру, помірну кислотність, жовтий колір. У ароматі відчуваються ноти фруктів, квітів, легких спецій. Вживаються у вигляді аперитиву, гарно поєднуються з ризото, рибними стравами та стравами з морепродуктів.